# Ta celi catehismus (pesmarica 1584)
Ta celi catehizmus, eni psalmi inu tih vegših godij stare inu nove kerščanske pejsni, od P. Truberja, S. Krelja inu od drugih zložena inu z dostimi lepimi duhovnimi pejsmi pobulšane je protestantska knjiga pesmi, ki ima poleg besedila priložene tudi note, urednik le-te je Jurij Dalmatin. Knjiga je bila natisnjena leta 1584 v Wittenbergu. Gre za predelavo pesmarice, ki je predhodno izšla  trikrat. Tudi leta 1579 je pesmarico uredil Jurij Dalmatin, Primož Trubar pa je bil avtor in urednik pesmaric iz leta 1574 in 1567. Za predhodno izdajo pesmarice iz leta 1567 pa velja Trubarjeva pesmarica ''Ena duhovska pejsen zoper Turke'', ki je izšla leta 1563.

## Okoliščine nastanka

### Protestantska cerkvena pesem
V drugi polovici 16. stoletja je nastalo okoli 120 protestantskih cerkvenih pesmi. Že Primož Trubar je v prvo slovensko knjigo vstavil šest pesniških besedil, ki razlagajo temeljne verske resnice. Vsebina Trubarjevih pesmi je bila izrazito katehetična – pesmi razlagajo temeljna krščanska prepričanja. Trubar je namreč želel, da bi se prav s pesmijo mladina in preprosto ljudstvo verskih resnic lažje naučila; pesmi pa naj bi se po njegovem mnenju pele tudi izven cerkva – v šoli, doma in pri delu.

### Zgodovina protestantske pesmarice na Slovenskem
Trubarjev Catechismus iz leta 1550 velja za prvo slovensko knjigo, hkrati pa tudi za prvo slovensko pesmarico – da gre za pesmarico, je razvidno že iz samega naslova, prevedenega iz nemščine: Katekizem v slovenskem jeziku s kratko razlago v pevski obliki. V knjigi so besedilom priložene note, ki so vrezane v les.
TrubarTrubar je leta 1561 postal eden vodilnih predstavnikov protestantske cerkve v Ljubljani, dotedanji organizator protestantskega verskega gibanja Matija Klombner mu je v pogled ponudil rokopis pesmarice, ki naj bi s Trubarjevo privolitvijo izšla. Trubar se z izdajo ni strinjal, pesmarico Ene duhovne pejsni, katere so skuzi Primoža Truberja v ta slovenski jezik istolmačene /…/ pa so vseeno leta 1563 izdali. Sam se s tem, da se njegovo ime pojavlja v naslovu ni strinjal, saj je menil, da pesmi niso kvalitetne, ne po obliki ne po vsebini.
Leta 1567 je Trubar izdal knjigo Ena duhovska pejsn zoper Turke inu vse sovražnike te cerkve Božje. Gre za prost prevod Luthrove pesmi Gott der Vater wohn uns bey. Nastala naj bi kot priložnostni poskus pred natisom pesmarice Eni psalmi (1567). Ta knjiga je ohranjena v samo enem, a še tem nepopolnem izvodu. Podobnosti med ohranjenim fragmentom in naslednico te pesmarice pričajo o tem, da naj bi bila knjiga iz leta 1567 strukturno podobna kasneje izdani (1574), saj so v obeh knjigah v enakem zaporedju in na istih straneh objavljena ista besedila. Pesmarica Ta celi catehismus (1574) obsega 42 pesmi. Gre za ponatis pesmarice Eni psalmi (1567), čeprav naj bi bila po domnevah – zaradi predzadnje pesmi Jurija Dalmatina, ki je magistriral leta 1569, ponatisnjena verzija daljša.
Pesmarico Ta celi catehizmus iz leta 1584  je izdal Jurij Dalmatin, čeprav je z njegovim imenom podpisanih največ besedil, v naslovu svojega imena ni navedel. Pesmarica je opremljena z notami, po grafični opremi gre za eno najbogatejših protestantskih knjig.
Med zadnjimi protestantskimi publikacijami, ki so izšle, je Ta celi katehismus /…/, od P. Truberja, S. Krelja, Jurija Dalmatina, inu z dostimi lepimi duhovnimi pejsmi pobulšane. Pesmarico je še dodatno razširil in izdal sin Primoža Trubarja Felicijan Trubar, in sicer leta 1595, v samem naslovu pa je omenjen tudi Jurij Dalmatin. Tudi ta pesmarica je grafično dodelana in ena izmed tiskarsko najbogatejših.

## Zgradba in vsebina
Na začetku knjige je posvetilo Juriju Khislu, besedilo je v nemškem jeziku, v njem pa Dalmatin poudarja, da je pomembno, da človek verjame v Boga in da to vero izraža skozi pesem in molitev. Pomen Trubarjevih katehizemskih pesmi vidi predvsem v tem, da so se te  razširile med ljudstvom in  posledično izginile pesmi s pohujšljivo (ljubezensko tematiko).
Sledi uvod, kjer je Dalmatin ohranil Trubarjevo Pričovanje de tu petje v Cerkvi, kedar se zastopnu iz srca poje, Bogu dopade inu je pridnu tim mladim ludem, ki je bilo natisnjeno že v prejšnjih izdajah.
Trubar pomen molitev in pesmi razloži na primeru dejanj prerokov, ki so pesnili Bogu v čast in želeli, da si ljudstvo pesmi zapomni in jih prenaša naprej. Boga naj bi s pesmijo častila tudi sveta Marija in Jezus. Pomembno pri molitvi in petju pa je, da ne gledamo zgolj na rimo in glasbo, temveč da razumemo, kakšna je vsebina le-teh. Pesmi naj bi preprosto ljudstvo in mladino naučile osnovnih verskih resnic –  katere so božje zapovedi, kaj Bog od ljudi pričakuje, kako mu moramo služiti in kako se varovati pred grehom, da bomo prišli v raj.

### Ureditev pesmi
Pesmi si v knjigi ne sledijo po naključju, temveč so razdeljene v štiri sklope: katekizemsko-liturgična besedila, praznične pesmi, parafrazirani psalmi ter molitvene pesmi. 
Prvi sklop pesmi, v katerem so razporejena katekizemsko-liturgična besedila, je sestavljen iz 20 besedil. V pesmarico je ponovno uvrščeno prozno besedilo apostolske veroizpovedi – pesmi so dodane note, poleg sta besedili nicejske in Atanazijeve veroizpovedi, ki nimata dodanih not, imata pa splošno navodilo, da se lahko pojeta tako, kakor se pojejo psalmi v latinščini. Dalmatin je v tem razdelku dodal lastno pesem o krstu. V drugem razdelku, kjer so praznične pesmi, sta ciklu, kjer so božične pesmi, dodani dve novi, prav tako Dalmatinovi. Preurejena in obširnejša je tudi Ta stara velikanočna pejsen. V drugem razdelku je torej 17 pesmi.
Sledi vmesni razdelek, vsebuje tri molitvene pesmi: za mir, proti Turkom in proti papežnikom; ta razdelek predstavlja uvod v naslednji, tretji razdelek, kjer so parafrazirani psalmi. Vodilni motiv v psalmih so tožbe proti rimskim krivovercem. 
Pesmi v četrtem razdelku  so zopet razdeljene, in sicer: prvi podrazdelek so molitvene pesmi, v njem je skupno 15 pesmi. Sledi podrazdelek, v katerem so pesmi o smrti. Zadnje tri pesmi tega cikla so Dalmatinove; ker po tematiki spadajo v skupino, kjer so praznične pesmi –  pesem o binkoštih in adventu  –, lahko sklepamo, da je zadnje pesmi Dalmatin spesnil med tiskom in jih dodal na konec. S tem dejanjem je porušil sicer dosledno in premišljeno zgradbo pesmarice. 
Na koncu je dodan Register vseh pejsni, katere letukaj notri zapopadene. Upoštevani niso naslovi, temveč incipiti (začetki pesmi), razen pri treh veroizpovedih (Nicenskega koncila vera, S. Athanasia vera, Lutherjeva vera). Molitve po letaniji imajo v kazalu en skupen naslov, čeprav so pesmi tri. 
V pesmarici je skupno 82 besedil, od tega sicer pet proznih, a vendar namenjenih petju, in tri molitve. Samih cerkvenih pesmi je 74, zastopanih pesnikov le-teh pa šest: Primož Trubar je napisal 24 pesmi, Sebastjan Krelj 10, Jurij Dalmatin 28, Janž Schweiger dve, Lukež Klinc in Adam Bohorič sta prispevala vsak po eno. Razen teh je v pesmarici še pet t. i.  ta starih pesmi (tako Trubar poimenuje stare slovenske pesmi), tri pesmi pa so anonimne, vendar jih lahko pripišemo Dalmatinu, ki se je bodisi pozabil podpisati bodisi je s tem dejanjem želel povzročiti videz večje pestrosti. Urednik pesmarice, Jurij Dalmatin, je po številu pesmi, četudi odštejemo tiste, ki so brez podpisa, v prednosti. V primerjavi s pesmarico iz leta 1579 je v tej izdaji 16 novih pesemskih besedil, od teh jih je  11 napisal Dalmatin, po eno pa Janž Schweiger in Adam Bohorič.

### Primer pesmi
NA BOSHIZHNI DAN, OD
Criʃtuʃeviga Rojʃtva ena Pejʃʃen
Valimo my danas Boga,
kir je nam dal Synu ʃvojga,
inu ʃe veʃelimo. Danas
s' Angeli ga zhaʃtimo.
Beʃʃeda Boshja, Sa volo vʃiga
Zhlovezhtva, se je k'nam pѐrdrushila,
Vsela naʃe to kry, meʃtu, v'enim
Divizhnim teleʃʃu, S'tem nas s'Bugom
smyrila.
Ta Beʃʃeda je Syn Boshji, ʃama Boshja
riʃnica :/: Shnym je ʃtvaril Bug vʃe rizhy,
nas reʃhil od Hudizha. Ta Syn je tu Shen
ʃku ʃeme, kir Vragu vʃo oblast vsame, v'tem
Betlehemi rojenu, is te Divice Marie, od te
shlahte Davidove, v'Iaʃli je poloshenu.
Bug rata kar poprej nej bil, pѐr tém kar
je ostane:/: Is Nebes ʃe je k'nam puʃtil,
Zhloveku glih poʃtane. Hotel tu greʃhnu
Zhloveʃtvu, k'ʃvojmu ʃvetimu Bogaʃtvu,
v'kupe ʃpet pѐrdrushiti, moral Bogu ti
Troyci, Praudi, Miloʃti, Riʃnici, v'tim sa-
dosti ʃturiti.
Timu Ditetu Jesuʃu, vʃo zhaʃt tѐr hvalo
dajmo :/: Kakor pravimu Criʃtuʃu, njemu
ʃe my podajmo : Njega beʃʃedi verujmo,
Na njega Martro vupajmo, s'katero je nas
reʃhil, od Greha, ʃerda Bosjiga, pogublenja
Paklenʃkiga, nas je ʃpet vʃe poʃvezhil.
Amen.